# Imelino di Vissenaeken
Imelino di Vissenaeken, o Hymelin (in latino Himelinus) (... – Vissenaeken, 750), è stato un presbitero irlandese, considerato santo dalla Chiesa cattolica.

## Biografia
Imelino fu un sacerdote di origine irlandese (o scozzese) che, di ritorno da un pellegrinaggio a Roma, si fermò a Vissenaeken (oggi parte del comune di Tienen), in Belgio, e qui si ammalò di peste.
La leggenda racconta che a Vissenaken sant'Imelino chiese a una ragazza un po' d'acqua. Lei però rifiutò perché nella zona c'era la peste bubbonica. Tuttavia, dopo molte insistenze da parte di Imelino, finalmente la giovane gli diede una brocca d'acqua, che miracolosamente si trasformò in vino. Il sacerdote morì tre giorni dopo per la peste. Allora, improvvisamente le campane cominciarono a suonare da sole. Il santo fu sepolto nella chiesa locale di Saint-Martin. 
Si dice che Imelino di Vissenaeken sia stato il fratello di Rombaldo di Mechelen.

## Galleria d'immagini

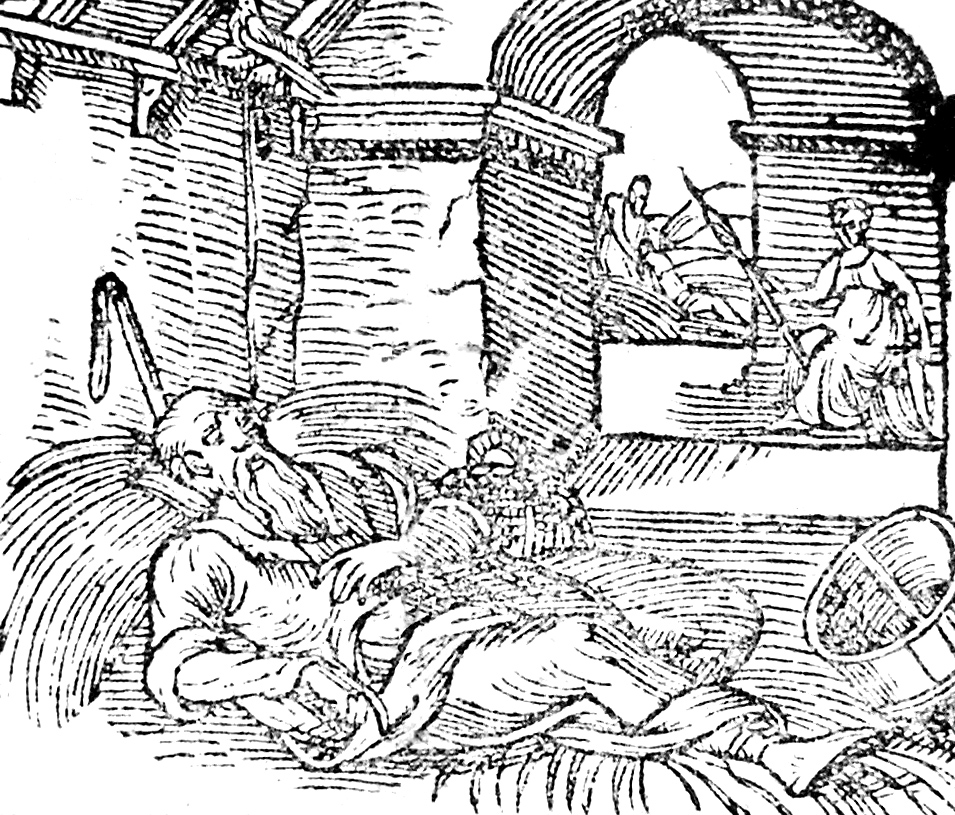
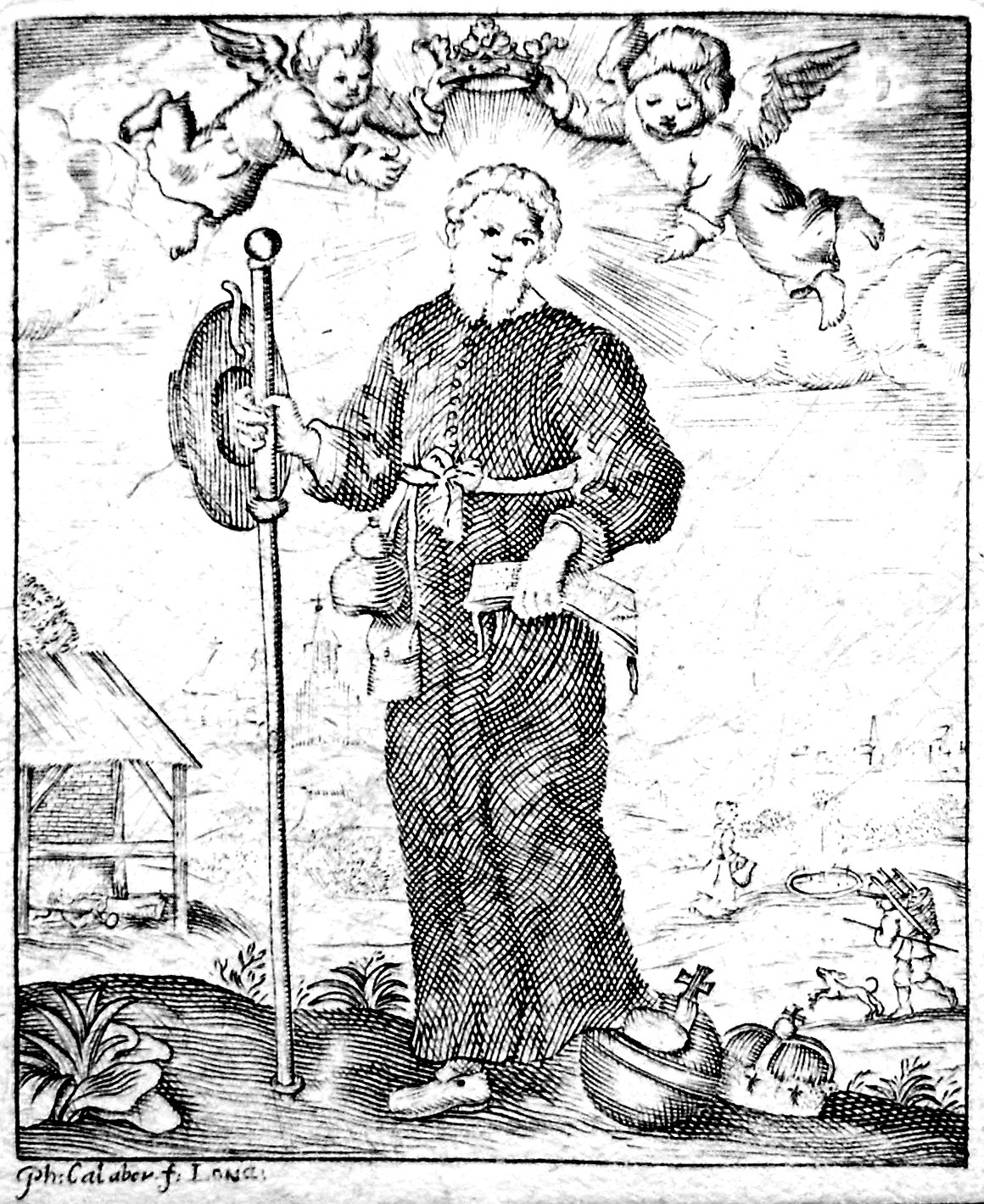
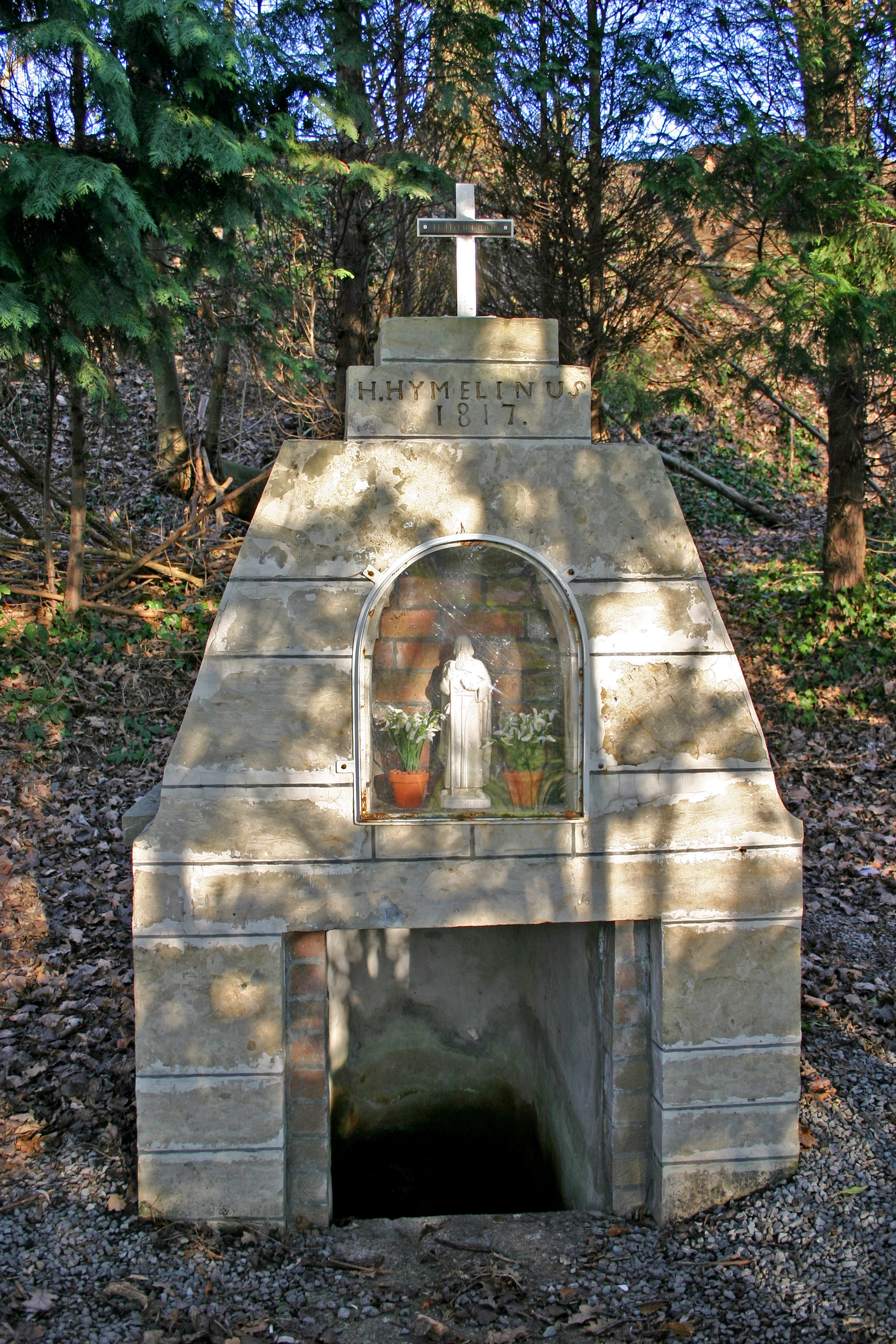